# Noailhac (Aveyron)
Noailhac ist eine Ortschaft und eine ehemalige französische Gemeinde mit 146 Einwohnern (Stand 1. Januar 2022) im Département Aveyron in der Region Okzitanien. Sie gehörte zum Arrondissement Rodez und zum Kanton Lot et Dourdou. 
Mit Wirkung vom 1. Januar 2016 wurden die früheren Gemeinden Conques, Noailhac, Saint-Cyprien-sur-Dourdou und Grand-Vabre zur Commune nouvelle mit dem Namen Conques-en-Rouergue zusammengelegt und haben in der neuen Gemeinde den Status einer Commune déléguée inne. Der Verwaltungssitz befindet sich im Ort Conques.
Noailhac liegt am historischen Verlauf des französischen Jakobsweges Via Podiensis.

## Geografie und Verkehr
Noailhac liegt am südwestlichen Rand des Zentralmassivs, südlich über dem Lot-Tal, circa fünf Kilometer von Conques und circa 28 Kilometer südöstlich Figeac. Hier entspringt das Flüsschen Limou, das zum Lot entwässert.  
Die nächsten französischen Großstädte sind Lyon (234 km) im Nordosten, Toulouse (130 km) im Südwesten, Bordeaux (236 km) im Westen und Montpellier (160 km) im Südosten.
Nach Noailhac führt eine Straßenverbindung über die D233 und D606 in südwestlicher Richtung.

## Bevölkerungsentwicklung
| Jahr                       | 1962 | 1968 | 1975 | 1982 | 1990 | 1999 | 2007 | 2016 |
| Einwohner                  | 317  | 286  | 234  | 231  | 195  | 193  | 181  | 159  |
| Quellen: Cassini und INSEE |      |      |      |      |      |      |      |      |

## Jakobsweg (Via Podiensis)
In Noailhac gibt es nur wenige Übernachtungsmöglichkeiten. Es befindet sich eine Pilgerherberge (französisch: Gîte d’étape) im Ort. Vorbei an der Wallfahrtskapelle St. Roch führt der Jakobsweg  durch hügeliges Weideland zur nächsten größeren Ortschaft Decazeville. 
Auf Straßen erreicht man Decazeville über die Route D502 und D840.

## Sehenswürdigkeiten
- Kirche aus dem 18. Jahrhundert, welche eine Reliquiar-Büste des Saint Clair und Glocken von 1646 beherbergt
- Wallfahrtskapelle Saint Roch aus dem 19. Jahrhundert